# 基夫 (欖球運動員)
基夫（1987年3月31日—），全名基夫·占士·羅拔臣（英語：Keith James ROBERTSON），香港男子橄欖球運動員，亦為香港男子七人欖球代表隊成員。正職為飛機師

## 簡歷
基夫是英國、菲律賓混血兒，從小定居香港，曾就讀於西島學校。受爸爸影響，基夫7歲開始練欖球，至2006年正式加入香港男子七人欖球代表隊。2008年，基夫成為職業欖球員；但他在一年後便與DeA欖球會解約，結束職業生涯。其後，他任職市場推廣經理，曾協助香港舉行沙灘五人欖球賽。
2010年11月，基夫代表中國香港出戰廣州亞運會，參加橄欖球比賽，最終奪得銀牌。
2014年9月，基夫接替因肩傷落選的曾慶鴻，代表中國香港參加南韓仁川舉行的亞運會七人欖球比賽，在決賽負於日本隊，奪得銀牌。